# Parque Aeronáutico y Logístico de Albacete
El Parque Aeronáutico y Logístico de Albacete (PALA) es un parque industrial perteneciente al sector aeronáutico y aeroespacial que se encuentra en un enclave estratégico entre la autovía de Los Llanos y la Circunvalación Sur 
cuatro kilómetros al sur de la ciudad española de Albacete, conectado al Aeropuerto de Albacete, en un entorno aeronáutico con organismos e instituciones como la Base Aérea de Los Llanos, el Ala 14, la Maestranza Aérea de Albacete, la Escuela de Pilotos de la OTAN, el Centro de Formación Aeronáutica de Albacete y el Centro Nacional de Adiestramiento de Chinchilla.

## Accesos y situación
El Parque Aeronáutico y Logístico de Albacete cuenta con una superficie total de 817 375 m² y 225 parcelas, que se distribuyen en 17 manzanas. Al parque, que se encuentra 3,9 kilómetros al sur de la ciudad, se accede a través de la autovía de Los Llanos, que conecta con la Circunvalación Sur de Albacete.
En el diseño del parque aeronáutico se ha invertido en anchos viales que permitan la movilidad de mercancías y estructuras propias de las necesidades del sector, encontrándose todos los cruces delimitados por rotondas que ayuden a la fluidez del tráfico. Además, el PAL cuenta con amplias zonas verdes, carril bici y zonas de aparcamiento.
Una puerta aeronáutica de grandes dimensiones que funciona las 24 horas del día comunica el aeropuerto con el parque, permitiendo el flujo de aeronaves entre ambas infraestructuras.
El parque aeronáutico alberga el helipuerto privado más grande de España, con 6000 metros cuadrados y 300 metros lineales de pista de despegue y aterrizaje.

## Historia

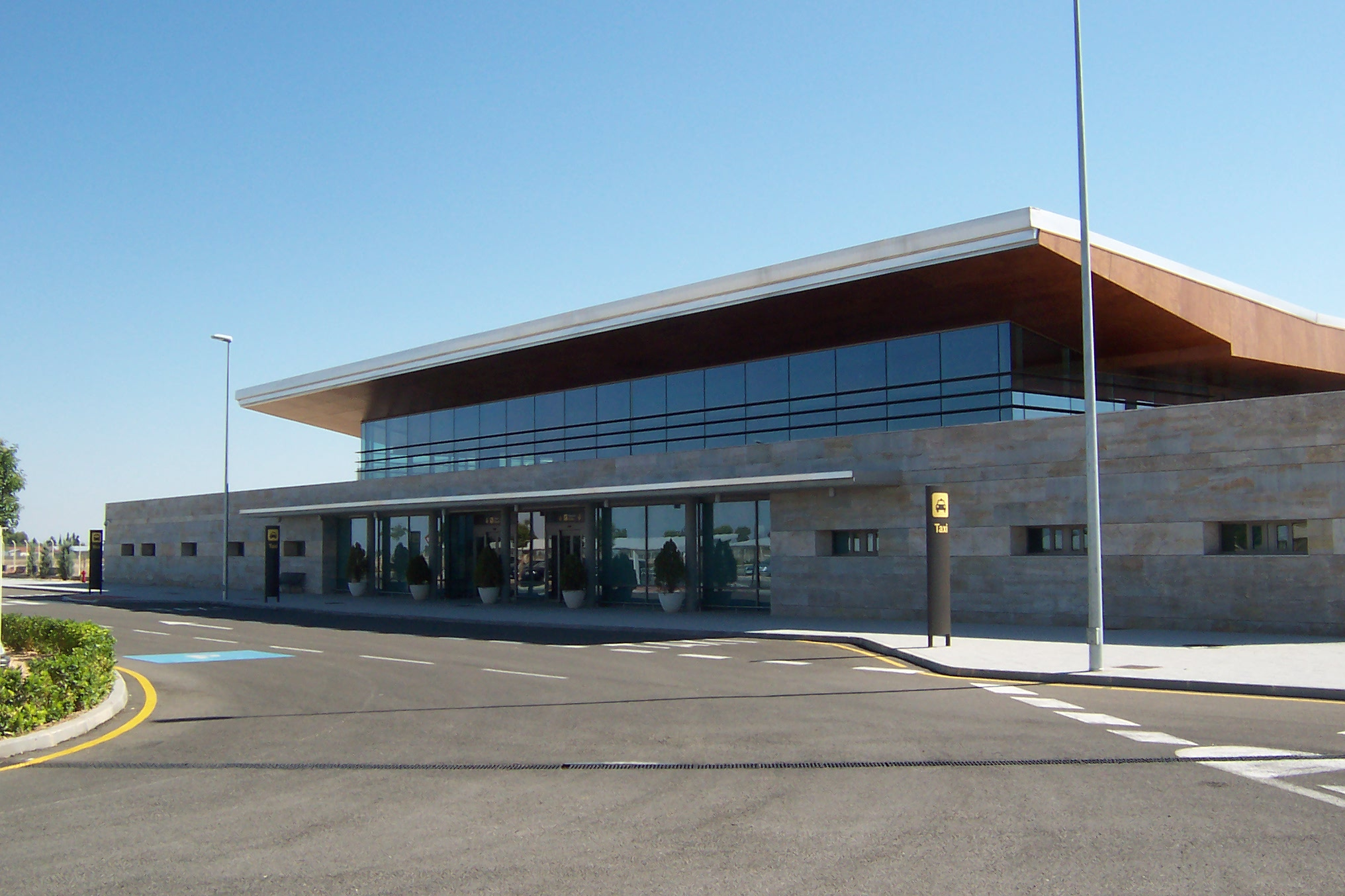
El Parque Aeronáutico y Logístico de Albacete cuenta con conexión directa con el Aeropuerto de Albacete.

El 12 de mayo de 2005 el presidente del Gobierno José Luis Rodríguez Zapatero anunció en el Debate sobre el Estado de la Nación la decisión de la empresa Airbus Helicopters, entonces llamada Eurocopter, de instalar en Albacete una factoría de helicópteros, gracias a la existencia de la Base Aérea de Los Llanos, la Maestranza Aérea de Albacete y la proximidad del Campo de Tiro de Chinchilla de Montearagón. Varias localidades de Andalucía, Cataluña, Madrid y Aragón también se ofrecieron para la instalación de esta importante industria, siendo determinante para la elección de la ciudad de Albacete la cercanía de la base aérea militar. España se convertía así en el tercer pilar europeo de Airbus Helicopters junto con Alemania y Francia.
El 19 de octubre de 2005 se firmó el convenio para la promoción, urbanización y venta del Parque Aeronáutico y Logístico de Albacete, que suscribieron el entonces alcalde de la ciudad de Albacete, Manuel Pérez Castell, el consejero de Vivienda y Urbanismo, Alejandro Gil, la consejera de Economía y Hacienda, María Luisa Araújo, y el presidente de Castilla-La Mancha, José María Barreda.
Posteriormente, en julio de 2006, el secretario de Estado de Defensa, Francisco Pardo, confirmó la creación del Parque Aeronáutico y Logístico de Albacete sobre una superficie total de 800 000 metros cuadrados, y que aspiraba a convertirse «en el corazón de la industria aeronáutica» de Castilla-La Mancha.
En marzo de 2007 se anunció la instalación en el PAL de las empresas ELIMCO y LTK-Grupo Alcor, la primera de ellas con la creación de cerca de 25 puestos de trabajo, dedicados a la consultoría e ingeniería, y la segunda en torno a 70, y que se dedica a la fabricación de componentes aeronáuticos y de automoción.

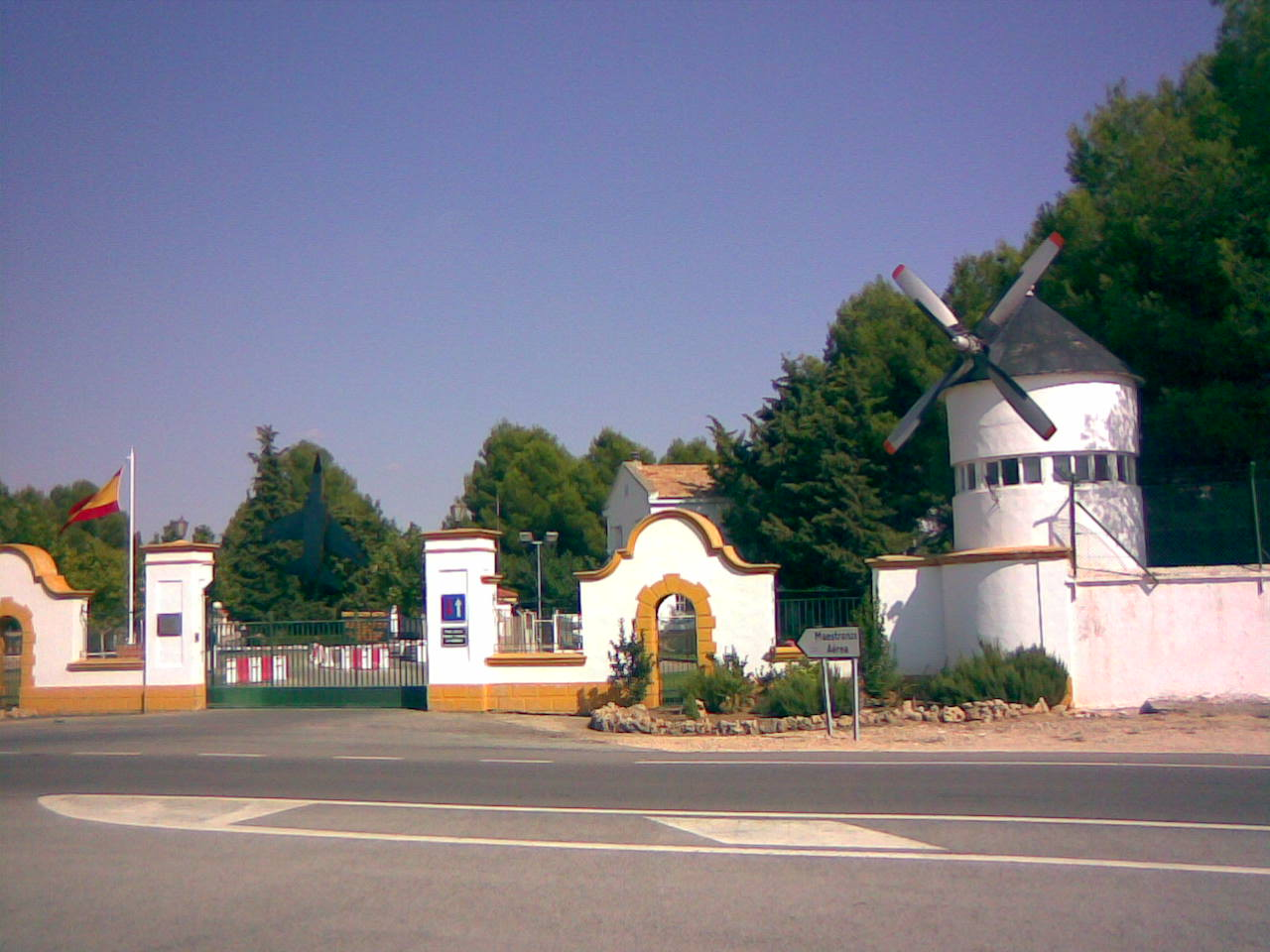
Entrada a la Maestranza Aérea de Albacete, muy cercana y vinculada al parque

La factoría de Airbus Helicopters en Albacete fue inaugurada por el presidente de Castilla-La Mancha, José María Barreda, el 28 de marzo de 2007, junto con el presidente de Airbus Helicopters, Lutz Bertling
En enero de 2008, y tras la celebración del consejo de administración de la compañía Airbus Helicopters, presidido por Lutz Bertling, celebrado en Albacete, se anunció el traslado a la ciudad de la sede de Airbus Helicopters España.
El 20 de octubre de 2009 fue inaugurada por el presidente de Castilla-La Mancha, José María Barreda, junto con la ministra de Defensa, Carme Chacón, la factoría de Industria de Turbinas de Helicópteros (ITH) en Albacete, filial 100 % de ITP, grupo multinacional dedicado al diseño fabricación y mantenimiento de motores aeronáuticos e industriales, que engloba todas las operaciones de mantenimiento y fabricación de motores de helicópteros del grupo a nivel mundial.
El director general de ITP, Ignacio Mataix, subrayó la relevancia de este centro dentro de la estrategia del Grupo ITP: «ITH supone la concentración en esta empresa del mantenimiento de más de 150 motores y 16 de montaje por año, con una facturación prevista de 30 millones de euros por ejercicio. La apuesta estratégica formulada entre las instituciones e ITP permitirá a Albacete erigirse en un emplazamiento aeronáutico de referencia tanto a nivel estatal como internacional».
En abril de 2010, el rey Juan Carlos visitó, junto a otras autoridades de ámbito autonómico y local, la planta de la factoría Airbus Helicopters en Albacete, destacando que ha supuesto «un imán, un gran centro de atracción que está generando la implantación de más empresas del sector en Albacete [...] es una confirmación de lo que ya es una espléndida realidad que no ha hecho nada más que empezar».

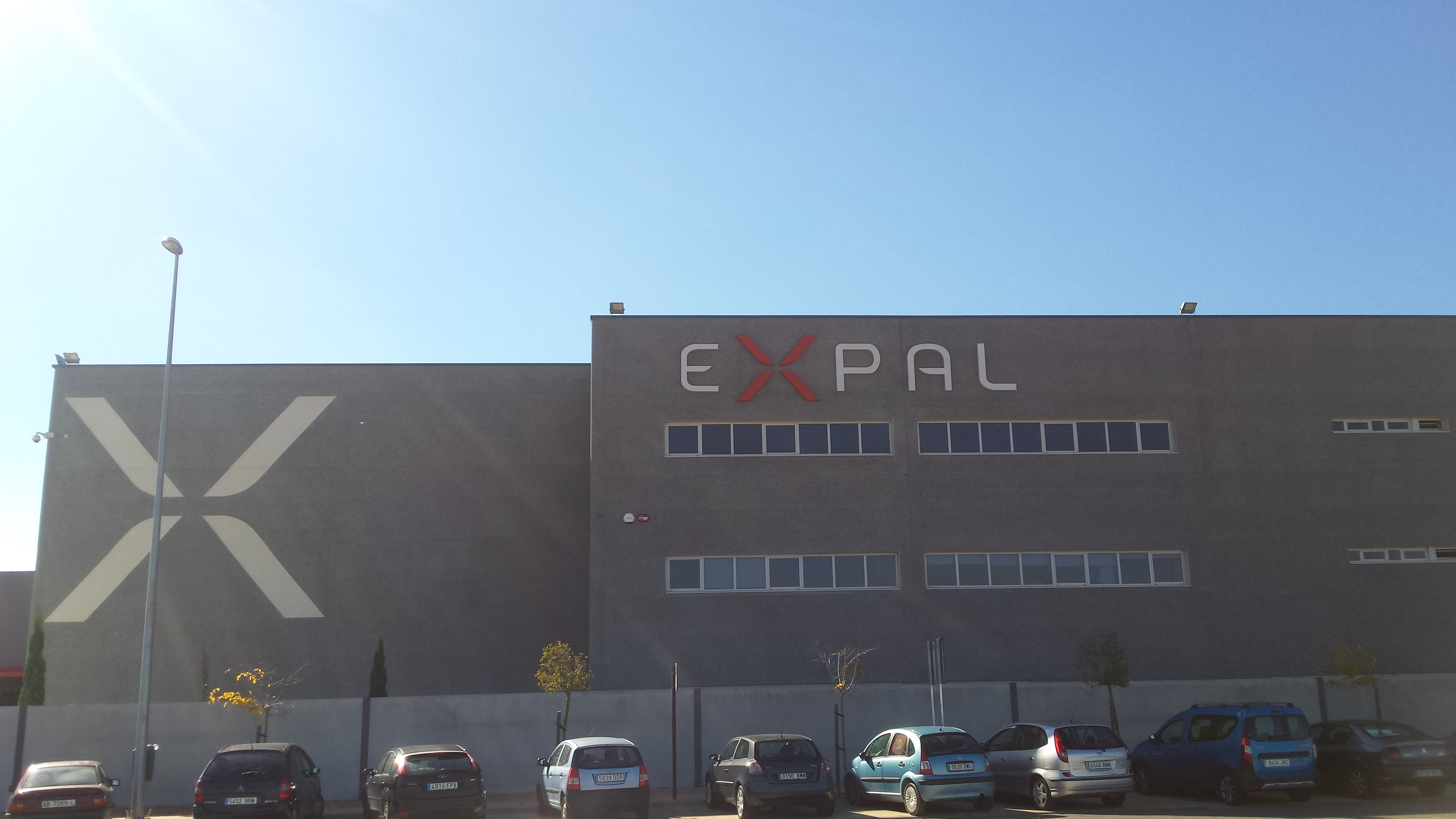
Factoría de Expal del Parque Aeronáutico y Logístico de Albacete

En febrero de 2011 se anunció la llegada de la empresa INAER, dedicada al servicio de asistencia pública en transporte sanitario, al PAL en una parcela de 78 000 metros cuadrados.
En marzo de 2011, la empresa española Expal, del grupo industrial Maxam, anunció la adquisición de cerca de 7 500 metros cuadrados en el PAL, a donde trasladó sus actividades de mantenimiento aeronáutico, ampliando sus capacidades en este tipo de actividades (que incluyen el overhaul, desensamblaje y revisión de los equipos en su totalidad y, especialmente, motores aeronáuticos) con el doble objetivo de cubrir programas nacionales y proyectarse internacionalmente tanto en la industria militar como en el sector civil.
En mayo de 2011 se anunció la instalación de un gran centro de mantenimiento de aviones, llevado a cabo por la empresa Swift Aerotechnics, que supondría la inversión de 15 millones de euros en la construcción de un gran centro de 35 000 metros cuadrados y que generaría en torno a 200 puestos de trabajo directos y otros 800 indirectos. Finalmente no se llevó a cabo.
También en este mes se creó la Asociación Clúster Aeronáutico de Castilla-La Mancha, compuesto por seis empresas (Airbus, Aernnova, Airbus Helicopters, Amper Programas, Altran y BestinCLM), que «han considerado necesario para impulsar el sector el constituirse en esta agrupación», y poder así impulsar este sector en la comunidad.
En 2017 se anunció la instalación de un centro logístico europeo de Airbus Helicopters con la creación de entre 500 y 600 puestos de trabajo. En 2019 la compañía suscribió el acuerdo por el que contará con el hub logístico industrial en el parque aeronáutico tras llegar a un acuerdo con el Gobierno de España en 2020. El operador logístico será Daher. En 2019 se construyó el helipuerto privado más grande de España. En 2022 comenzó la construcción del hub logístico.

## Empresas

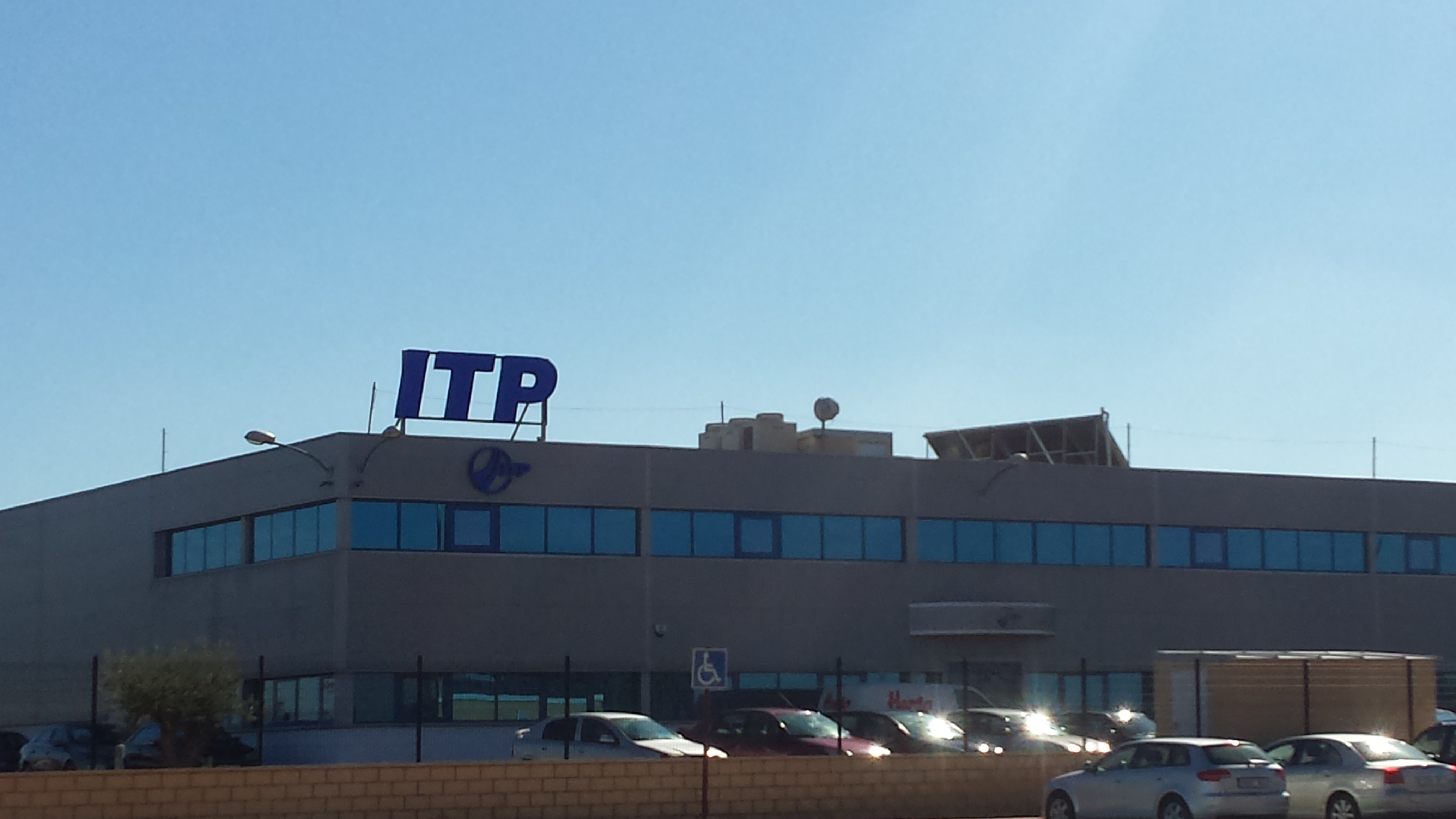
Factoría de ITP del Parque Aeronáutico y Logístico de Albacete

Aunque Airbus Helicopters fue la industria principal y primera que se instaló en el parque, varias han sido las que se han sumado en este tiempo, y aún hoy se siguen produciendo nuevos anuncios de empresas que deciden instalarse en las parcelas del PAL.
- Airbus Helicopters
- Babcock
- Industria de Turbo Propulsores
- Expal
- Daher Aerospace (en construcción)
- FAMETAL
- ACOEMAN
- ELIMCO (próxima instalación)
- Altran Technologies, empresa dedicada a la consultoría e ingeniería aeronáutica (opera desde el Parque Científico y Tecnológico de Castilla-La Mancha)
- LTK-Grupo Alcor (próxima instalación)
- Amper (anunciada su próxima instalación)

## Futuro
De cara al futuro se plantea la necesidad de la ampliación del parque, que ya fue anunciada por el presidente de Castilla-La Mancha en febrero de 2011, en dirección a la autovía de Murcia, aunque aún están por determinar la cantidad de metros cuadrados necesarios, y es que son varias las empresas interesadas en instalarse en el parque.
La Autovía de Los Llanos, inaugurada en 2017, comunica, a lo largo de 4,5 kilómetros, el centro de Albacete con la circunvalación sur de la A-32, siguiendo el corredor de la CM-3203 que une la ciudad con Peñas de San Pedro. Cuenta con conexión al Aeropuerto de Albacete, al Parque Aeronáutico y Logístico de Albacete y a la Circunvalación Sur de Albacete (Autovía A-32).